# 巨勢村 (佐賀県)
巨勢村（こせむら）は、佐賀県佐賀郡にあった村。現在の佐賀市の一部にあたる。

## 地理
筑後川支流・佐賀江川、巨勢川の流域に位置していた。

## 歴史
- 1889年（明治22年）4月1日、町村制の施行により、佐賀郡高尾村、修理田村、東西村、牛島村が合併して村制施行し、古瀬村が発足[1]。旧村名を継承した高尾、修理田、東西、牛島の4大字を編成[2]。
- 1899年（明治32年）6月6日、巨勢村に表記を変更[1]。
- 1954年（昭和29年）3月31日、佐賀市に編入され廃止[1][2]。

### 地名の由来
飛鳥時代、巨勢徳太古が新羅征伐を朝廷に進言したが容れられず、密かに筑紫に下って当地に居住したことにちなむ。

## 産業
- 農業、工業、商業[2]
- 産物：米、麦[2]